# Maggie Betts
Margaret „Maggie“ Betts ist eine US-amerikanische Regisseurin und Drehbuchautorin.
Ihr Vater Roland W. Betts hatte eine enge persönliche Beziehung zu US-Präsident George W. Bush. Sie erwarb ihren Bachelor of Arts in Englischer Literatur an der Princeton University und erhielt, obwohl sie letztendlich nicht ausgewählt wurde, einen Platz auf Marvels Shortlist der potenziellen Regisseure für Black Widow.
Betts fungierte als Regisseurin und Drehbuchautorin bei ihrem Spielfilmdebüt Novitiate im Jahr 2017. Der Film wurde beim Sundance Film Festival 2017 für den Großen Preis der Jury nominiert und erhielt einen Jurypreis für ihre Regie.
2023 war sie Regisseurin des Films Krieg der Bestatter mit Tommy Lee Jones und Jamie Foxx in den Hauptrollen.

## Filmografie
- 2010: The Carrier (Dokumentation)
- 2014: Engram (Kurzfilm)
- 2017: Novitiate
- 2023: Krieg der Bestatter (The Burial)